# Соколов, Иван Александрович (полковник)
Иван Александрович Соколов ( [25] ноября 1907, д. Мольгино, Смоленская губерния, Российская империя —  [24] марта 1976, Одесса, УССР, СССР) — советский военачальник, артиллерист, гвардии полковник РККА.

## Биография
Иван Александрович Соколов родился в 1907 году в семье крестьянина, русский.
После окончания школы работал полотёром в г. Москва.
В 1929 году поступил в Ленинградское артиллерийское училище и вступил в РККА. Место призыва: Дугинский РВК, Смоленской обл.
Был женат и имел 3 детей (Лидия, 1931 г.р., Нина, 1932 г.р., Иван 1945 г.р.).

## Великая Отечественная война
Великая Отечественная война застала его 22 июня 1941 года в городе Оргеев (Молдавия), в звании старшего лейтенанта. В это же время семья была эвакуирована в г. Белебей, Башкирия. 23 июня И. А. Соколов был назначен начальником штаба 648-го корпусного артиллерийского полка, формируемого из 3-го дивизиона 266-го корпусного артиллерийского полка.
5 августа 1942 года майор И. А. Соколов назначен исполнять должность командира 648-го армейского артиллерийского полка РГК, под его руководством полк участвовал в операции «Уран», за что 1 марта 1943 года был преобразован в 110-й гвардейский армейский пушечный артиллерийский полк РГК. За мужество храбрость и отвагу проявленные при освобождении города Одесса 110-му гвардейскому полку было присвоено почётное наименование «Одесский». 24 мая 1944 года полковник Соколов возглавил 44-ю гвардейскую пушечной артиллерийскую Одесскую бригаду формировавшуюся на базе 110-го гвардейского и 1162-го пушечных артиллерийских полков (в н.в. — 385-я гвардейская артиллерийская бригада). На вооружении бригады находились 152-мм гаубицы-пушки МЛ-20, в её рядах воевал Герой Советского Союза сержант Н. Т. Васильченко.

Бригаду формировал и командовал ею гвардии полковник Соколов Иван Александрович — начальник штаба полка в первые месяцы Отечественной войны, потом заместитель командира полка и (с сентября 1942 г.) командир 648-го и 110-го гвардейского артполков. Он пользовался большим уважением и авторитетом не только в полку и бригаде, но и во всей армии. Три ордена Красного Знамени и орден Александра Невского, которыми он был награждён к маю 1944 г., свидетельствовали и о его умении командовать и управлять огнём полка, и о его личном мужестве и отваге в борьбе с немецкими захватчиками.— В. С. Мельников
Участник битв за Сталинград, Ростов, Донецк, Харьков, Мариуполь, Николаев, Одессу, Кишинёв, Ковель, Мангушев, Кюстрин, Кённиксберг (Калининград) и Берлинской наступательной операции. Участвовал во взятии Рейхстага.
За время войны полковник Соколов был пять раз персонально упомянут в благодарственных приказах Верховного Главнокомандующего.
После войны служил в Забайкалье, но был переведён по семейным обстоятельствам в г. Одесса на должность начальника военной кафедры Одесского государственного Университета им. Мечникова, где остался работать председателем профкома после увольнения из вооружённых сил.
До конца жизни проживал в г. Одесса, Приморский район, улица Судостроительная, дом 21. На доме установлена мемориальная табличка с текстом «Дом, где жил И. А. Соколов, командир 44 гвардейской Одесской артиллерийской бригады, освобождавшей Одессу в 1944 г.».

## Награды
- орден Ленина (31.05.1945)[7];
- четыре ордена Красного Знамени (14.04.1942[8], 5.05.1943[9], 7.03.1943[10], 15.11.1950[11]);
- орден Кутузова II степени (6.04.1945)[12];
- орден Александра Невского (31.10.1943)[13];
- орден Отечественной войны I степени (31.08.1944)[14];
- орден Красной Звезды (3.11.1944)[15]
- медали

Приказы (благодарности) Верховного Главнокомандующего в которых отмечен И. А. Соколов:
- За овладение штурмом столицей Молдавской ССР городом Кишинев — важным узлом коммуникаций и мощным опорным пунктом обороны противника. 24 августа 1944 года № 173;
- За овладение городами и крупными узлами коммуникаций Сохачев, Скерневице и Лович — важными опорными пунктами обороны немцев. 18 января 1945 года № 228;
- За пересечение границы Германии западнее и северо-западнее Познани, вторжение в пределы немецкой Померании и овладение городами Шенланке, Лукатц-Крейц, Вольденберг и Дризен — важными узлами коммуникаций и мощными опорными пунктами обороны немцев. 29 января 1945 года № 265;
- За овладение штурмом городом и крепостью Кистжинь (Кюстрин) — важным узлом путей сообщения и мощным опорным пунктом обороны немцев на реке Одер, прикрывающим подступы к Берлину. 12 марта 1945 года № 300;
- За овладение городами Франкфурт-на-Одере, Вандлитц, Ораниенбург, Биркенвердер, Геннигсдорф, Панков, Фридрихсфелъде, Карлсхорст, Кепеник и прорыв в столицу Германии Берлин. 23 апреля 1945 года № 339